# Бітмейкер
Бітмейкер (англ. Beatmaker від beat — ритм і maker —виробник; тобто слово бітмейкер дослівно перекладається як той, хто створює ритм) — в реп-музиці людина, що створює музичний супровід для MC. Біт — спрощене позначення музики, на яку реп-артисти начитують свої тексти. Бітмейкер виконує функції композитора, аранжувальника і продюсера звукозапису. Зараз створення бітів є мистецтвом в жанрах репу та хіп-хопу.